# Francesco Adorno
Francesco Adorno (Siracusa, 9 aprile 1921 – Firenze, 19 settembre 2010) è stato un filosofo e storico della filosofia italiano.

## Biografia
Laureato in Filosofia a Firenze nel 1944 e professore nelle Università di Bari, Bologna e Firenze, fu presidente dell'Accademia Toscana di Scienze e Lettere "La Colombaria", del Museo e istituto fiorentino di preistoria e dell'Accademia delle arti del disegno. Diresse la pubblicazione del Corpus dei papiri filosofici greci e latini.
Studiò il rapporto tra l'insegnamento socratico e la sofistica, estendendo i suoi interessi a Platone, allo stoicismo e all'epicureismo; inoltre approfondì aspetti della cultura greco-latina e cristiana tra il primo secolo a.C. e il sesto secolo d.C., nonché del pensiero tardomedievale e umanistico.

## Pensiero
Tra i maggiori studiosi italiani della filosofia antica, Adorno utilizzò il metodo filologico per la descrizione degli autori del pensiero antico della scuola ionica, di Socrate, di Platone, della prima Accademia, delle scuole ellenistiche, di Epicuro, di Seneca, ecc.
La sua formazione culturale affondava le radici negli ambienti intellettuali e politici fiorentini tra gli anni 1930 e 1945 e in particolare risentì dell'influenza crociana nell'interpretazione della filosofia come riflessione teorica mai disgiunta dalla situazione storica reale, cioè come sapere storico, in una prospettiva affine a quella di Eugenio Garin. In nome di questa concretezza antimetafisica e della necessità di una descrizione storica del pensiero filosofico, Adorno aderì criticamente al metodo marxista e alla filosofia del linguaggio facendo sì che i testi classici venissero interpretati nel loro autentico e concreto sottofondo politico e culturale.

## Opere
- Dialettica e politica in Platone, Firenze 1955 (Estratto dagli «Atti dell'Accademia Toscana di Scienze e Lettere La Colombaria», Anno 1955).
- I sofisti e Socrate, Torino 1961.
- La filosofia antica, Milano 1961-1965.
- Studi sul pensiero greco, Firenze 1966.
- Introduzione a Socrate, Roma-Bari 1970.
- Introduzione a Platone, Roma-Bari 1978.
- I sofisti e la sofistica nel 5°-4° sec. a.C., Roma 1993.
- Pensare storicamente, Firenze 1996.